# سابينه كرانتز
سابين كرانتز (بالألمانية: Sabine Krantz)‏ هي منافسة ألعاب القوى ألمانية، ولدت في 6 فبراير 1981 في بوتسدام في ألمانيا.

## وصلات خارجية
- الموقع الرسمي
- سابين كرانتز على موقع الاتحاد الدولي لألعاب القوى (الإنجليزية)
- سابين كرانتز على موقع اللجنة الأولمبية الدولية (الإنجليزية)
- سابين كرانتز على موقع أوليمبيديا (الإنجليزية)
- سابين كرانتز على موقع اللجنة الأولمبية الألمانية (الألمانية)